# 森特勒爾城 (內布拉斯加州)
森特勒爾城（英語：Central City）是一個位於美國內布拉斯加州梅里克縣的城市。根據2010年美國人口普查，該地共人口2934人，而該地的面積約為6.01平方千米。同時該地也是梅里克縣的縣治。

## 地理
森特勒爾城的座標為41°06′50″N 98°00′09″W / 41.11389°N 98.00250°W，而該地的平均海拔高度為518米（即1699英尺）。